# Virus de la méningoencéphalite à tiques
Orthoflavivirus encephalitidis
Espèce
Synonymes
- Tick-borne encephalitis virus, ICTV, 1979
- Russian spring-summer encephalitis virus, ICTV, 1976 (+ 4 autres)

Orthoflavivirus encephalitidis, aussi appelé virus de la méningoencéphalite à tiques (VMET) ou virus de l'encéphalite à tiques (en anglais : tick-borne encephalitis virus, TBEV), est un virus à ARN monocaténaire de polarité positive (groupe IV de la classification Baltimore) appartenant à la famille des Flaviviridae et au genre Orthoflavivirus, principalement responsable de l'encéphalite à tiques.
Dans la même famille on trouve également le virus de la fièvre hémorragique d'Omsk, le virus de la forêt de Kyasanur, le virus de la louping-ill (en) (responsable de l’encéphalite virale ovine) et le virus de Langat.
Le VMET est endémique sur le nord de l'Eurasie (de la zone frontalière de l'est de la France à l'Europe centrale, de l'Ouest de la Sibérie jusqu'en Extrême Orient et au Japon). Le nombre de cas d'encéphalites à tiques est estimé à près de dix mille cas mondiaux par an.

## Structure
Il s’agit d’un virus enveloppé à ARN simple brin non segmenté de sens positif et de symétrie icosaédrique.
Son génome code une polyprotéine de structure (SP) et sept protéines non structurales. Le virus EBV est sphérique, son diamètre est de 50 nm, soit 1/20e de micromètre, il est constitué d'une enveloppe virale qui protège un virion d'ARN associé à une protéine structurale « C ». L'enveloppe externe est porteuse de deux protéines, « M » et « E », la seconde étant impliquée dans l'immunogénicité et l'identification du virus.
Son ARN est séquencé depuis 1989.

## Réplication
L'assemblage des virus EBV est complexe, se déroulant en plusieurs stades de maturation. La plupart de ces étapes ont été étudiées sur des cellules de mammifères, et l'on a peu de données sur celles de tiques.
Les virions matures s'attachent aux récepteurs de membrane de la cellule cible, et la pénètrent le plus souvent par endocytose. La réplication du génome s'effectue dans les membranes du réticulum endoplasmique, et les nouvelles protéines virales sont synthétisées par les ribosomes.
Les virions immatures sont transportés dans l'appareil de Golgi pour effectuer leur maturation (changement de structure de la protéine M). Cette maturation n'est pas toujours complète, ce qui amène à la production de virions à différents stades : immatures, partiellement matures et complètement matures. Les virions immatures ne sont pas infectieux (incapables de fusion avec une cellule cible), mais les virions matures (en partie ou complètement) peuvent entamer un nouveau cycle infectieux.
La production de formes partiellement matures (hétérogènes du point de vue structurel et antigénique) a été interprétée comme une stratégie d'échappement immunitaire, et une façon de s'adapter à de nouvelles cellules-cibles (de tissus plus variés).

## Transmission et épidémiologie
Le VMET est endémique sur le nord de l'Eurasie (zone frontalière de la région de Strasbourg à l'Europe centrale, et jusqu'au Japon en passant par la Sibérie).
Les réservoirs de virus sont les tiques elles-mêmes (transmission verticale de la femelle à sa descendance), et de nombreuses espèces de mammifères sauvages (petits rongeurs, renards, sangliers, cerfs..) et domestiques (chèvres, vaches, moutons et chiens).
Le virus VMET est habituellement transmis par piqûre de tiques infectées du genre Ixodes, mais il existe aussi une contamination par produits laitiers non pasteurisés provenant d'animaux domestiques infectés.
En Europe, la prévalence du virus chez les tiques Ixodes ricinus varie entre 0,1 et 1,2% selon les pays et les zones étudiées. Le nombre de cas humains d'encéphalites à tiques est estimé à près de dix mille cas mondiaux par an, ou de 5 000 à 13 000 cas.
L'incidence des encéphalites à tiques est en augmentation, probablement liée au réchauffement climatique (surabondance de tiques par allongement de leur période d'activité et extension de leur habitat).
Il existe un vaccin efficace, mais trop peu utilisé par les groupes à risques. En France, cette vaccination n'est pas recommandée pour les résidents (la maladie est très rare en France), elle peut l'être pour les voyageurs séjournant, au printemps et en été, en zone forestière d'Europe centrale et de l'est.

## Sous-types
Le VMET possède trois sous-types (caractéristiques cliniques et épidémiologiques),, :
- Le sous-type d'Europe occidentale (anciennement virus de l'encéphalite d’Europe centrale). La tique vectrice principale est Ixodes ricinus Cette encéphalite a un taux de mortalité de 0,5-2% et un risque de séquelles neurologiques de 10%.

- Le sous-type sibérien (anciennement virus de l’ouest de la Sibérie). La tique vectrice principale est Ixodes persulcatus. Le risque de mortalité est de 2 à 3 %.

- Le sous-type d’extrême Orient (anciennement virus de l'encéphalite russe verno-estivale, ou ERVE). La principale tique vectrice est Ixodes persulcatus. La mortalité peut atteindre 40 % avec un risque élevé de séquelles chez les survivants.

Les variations génétiques entre ces sous-types sont faibles (de 2,2 % à 5,6 % pour la séquence d'acides aminés de la protéine de structure), ce qui pourrait aider à déterminer des facteurs de virulence expliquant les différences cliniques.
Malgré les progrès réalisés au début du XXIe siècle par la recherche sur les flavivirus et une meilleure compréhension du VEMT, il reste encore de nombreuses inconnues sur son cycle de vie. En particulier, les facteurs des virulence responsables des différences cliniques entre sous-types de virus n'ont pas été identifiés, de même, le développement du virus chez les tiques a été peu étudié.